# Mōri (Klan, Saiki)

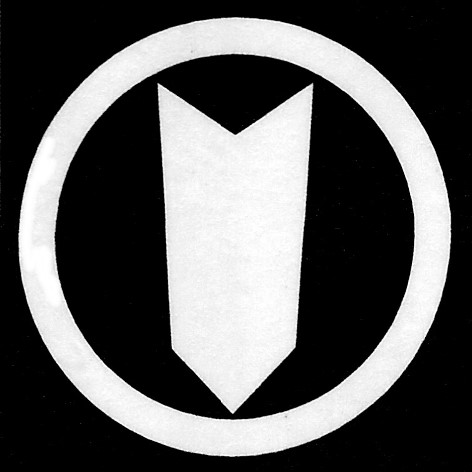
Wappen der Mōri (Pfeilköcher im Kreis)

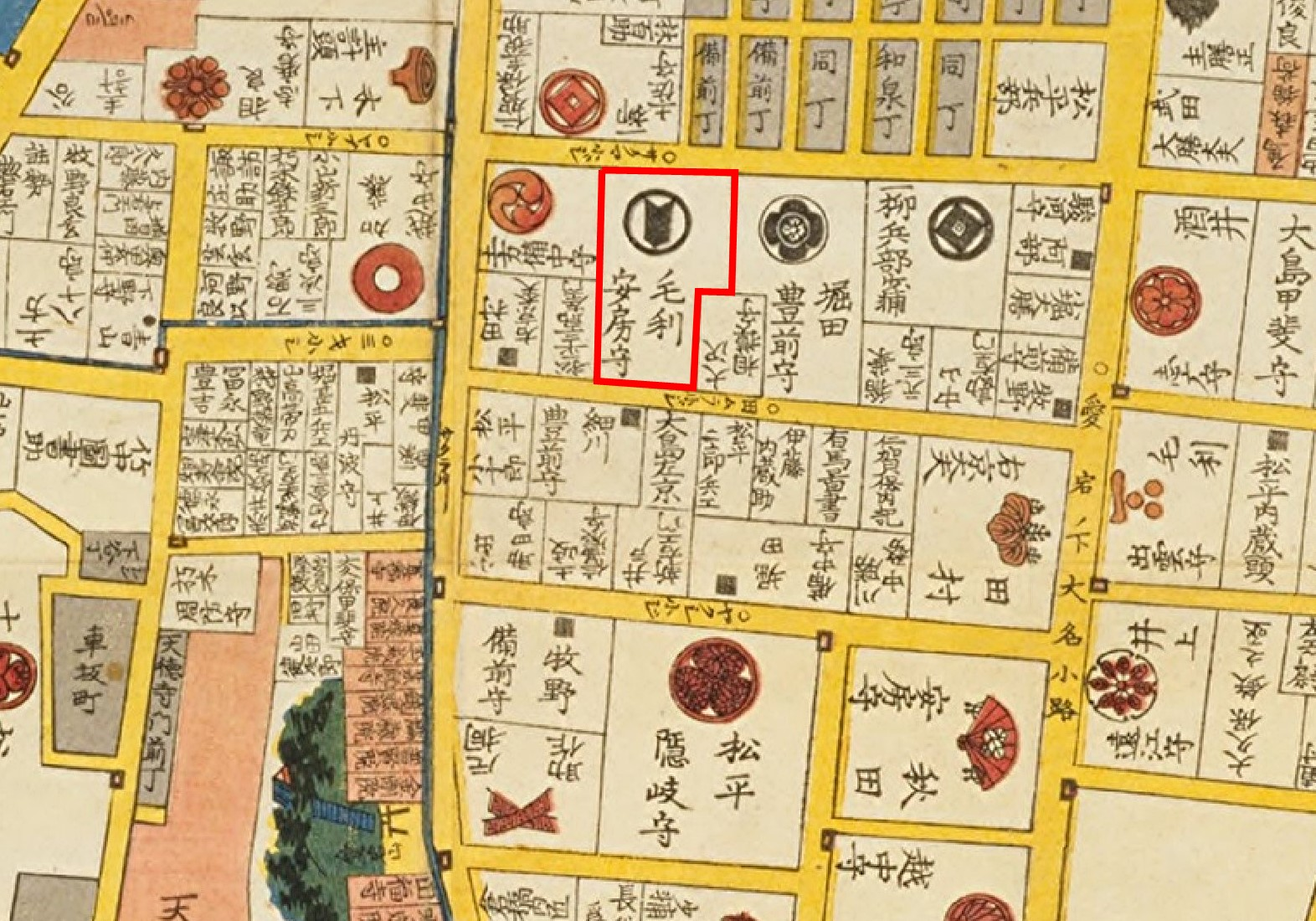
Residenz der Mōri in Edo

Die Mōri (jap. 毛利氏, Mōri-shi) waren eine Familie des japanischen Schwertadels (Buke) aus der Provinz Owari, die sich von den Uda-Genji über Namazue Takahisa ableitete. Die Familie nannte sich zunächst Mori (森), änderte dann den Namen in Mōri, ist aber nicht mit den bedeutenderen Mōri in Kanazawa verwandt. Mit einem Einkommen von 20.000 Koku gehörten die in Saiki (Präfektur Ōita) residierenden Mōri zu den kleineren Tozama-Daimyō der Edo-Zeit.

## Genealogie
- Takamasa (高政; 1556–1628) stellte sich auf die Seite von Toyotomi Hideyoshi, nahm am Korea-Feldzug teil und erhielt im Jahr 1594 die Domäne Saiki (Bungo) mit 60.000 Koku. Im Jahr 1600 schloss er sich den Gegnern Tokugawa Ieyasus an, der ihn nach seinem Sieg im Amt ließ, aber sein Einkommen auf 20.000 Koku reduzierte. Er und seine Nachkommen residierten bis 1868 in Saiki. Letzter Daimyō war
- Takaaki (高謙; 1840–1876). Nach 1868 Vizegraf.